# 哈珀 (加利福尼亞州)
哈珀（英語：Harper）是位於美國加利福尼亞州莫多克縣的一個非建制地區。該地的面積和人口皆未知。

## 地理
哈珀的座標為41°12′54″N 120°55′54″W / 41.21500°N 120.93167°W，而該地的平均海拔高度為1286米（即4219英尺）。